# A békés harcos útja (film)
 A békés harcos útja (eredeti cím: Peaceful Warrior) 2006-ban bemutatott amerikai–német filmdráma, melyet Victor Salva rendezett. A film alapjául Dan Millman azonos című regénye szolgált. A főbb szerepekben Scott Mechlowicz, Nick Nolte és Amy Smart látható.
Az Amerikai Egyesült Államokban 2006. június 2-án mutatták be.

## Cselekmény
Dan, a rendkívül tehetséges fiatal tornász igazi hedonista módjára hajszolja az élvezeteket: élete csak versenyekből és bulikból áll, ám találkozása egy titokzatos idegennel, akit Szókratésznek nevez el, valamint egy súlyos sérülés – amely egész karrierjét veszélybe sodorja – ráébreszti, milyen keveset is tud az életről. A tragikus balesetet követő hónapokban Szokratész és egy gyönyörű lány, Joy segítségével Dan teljesen újjászületik, maga mögött hagyja zűrös múltját, és új emberré: békés harcossá válik.

## Szereplők
| Színész          | Szerep       | Magyar hang     |
| ---------------- | ------------ | --------------- |
| Scott Mechlowicz | Dan Millman  | Zámbori Soma    |
| Nick Nolte       | "Szókratész" | Vass Gábor      |
| Amy Smart        | Joy          | Solecki Janka   |
| Tim DeKay        | Garrick edző | Juhász György   |
| Ashton Holmes    | Tommy        | Molnár Levente  |
| Paul Wesley      | Trevor       | Pálmai Szabolcs |
| B. J. Britt      | Kyle         | Haagen Imre     |